# Schoenus natans
Schoenus natans là loài thực vật có hoa trong họ Cói. Loài này được (F.Muell.) Benth. miêu tả khoa học đầu tiên năm 1878.